# Milan Zelenka
Milan Zelenka (* 4. června 1939, Praha) je český koncertní kytarista. Vystudoval na Pražské konzervatoři hru na koncertní kytaru a trubku. Byl žákem českého kytaristy Štěpána Urbana.

## Život
Cestu do světa Milanu Zelenkovi otevřely jeho soutěžní úspěchy v Moskvě (1957) a ve Vídni (1959), na nichž získal zlaté medaile. Koncertní turné Milana Zelenky vedla do mnoha zemí nejen v Evropě a Asii, ale i do Japonska a USA.
Milan Zelenka otevřel klasické kytaře cestu na koncertní pódia v Československu. Vyprodanými koncerty v pražském Rudolfinu seznamoval širokou veřejnost s repertoárem klasické kytary. Jeho repertoár zahrnuje všechna slohová období. V posledních letech se věnuje komponování vlastních skladeb. Je častým hostem nahrávacích studií nejen u nás, ale i v zahraničí. Virtuózní hru Milana Zelenky můžete kromě živých vystoupení vyslechnout také na desítkách LP a CD.
Koncerty Milana Zelenky inspirovaly desítky skladatelů k napsání nových skladeb, které mu dedikovali.
Jako pedagog byl přijat na Hudební akademii múzických umění na podzim roku 1989 a dnes je Milan Zelenka na HAMU profesorem. Kromě pedagogické práce doma vede mistrovské kurzy v zahraničí a je zván do porot velkých světových kytarových soutěží.
Vychoval celou řadu mladých kytaristů, z nichž někteří se slibně uplatňují v koncertním životě. K těmto osobnostem patří světově uznávaný Pavel Steidl. Řada jeho absolventů působí pedagogicky na konzervatořích (Václav Kučera, Ozren Mutak, Emanuel Kümmel, Jan Hron, Karl Petersson, Jan Záruba, Josef Hazuka). Ke známým osobnostem ze třídy Milana Zelenky patří také Lenka Filipová a Rudolf Dašek.
K neméně důležité kapitole umělecké kariéry profesora Zelenky patří spolupráce s interprety jako např. K. Šroubek, I. Kawaciuk, P. Messiereur, A. Mádle, L. Malý a řada dalších, se kterými obohacoval dramaturgii koncertních síní.
V posledních letech Milan Zelenka opět obrací svou pozornost ke kytarovému duu, kdy jeho partnerem je jeho syn Vilém Zelenka.
Jeho bratr Ivan Zelenka (1941) je český skladatel, sbormistr Pražských učitelek, dirigent a pozounista.
Spolu s bratrem Ivanem a synem Vilémem vydal Milan Zelenka v roce 2016 CD s názvem Guitar Duo Milan Zelenka & Vilém Zelenka.

## Diskografie
LP
- Kytarový recitál (Supraphon Praha 1962)
- Moderní české skladby (Supraphon Praha 1971)
- Týden nové tvorby skladatelů českých zemí (Panthon Praha 1973)
- Koncerty pro kytaru a smyčcový orchestr (Supraphon Praha 1978)
- Kytarový recitál ze skladeb J. S. Bacha (Supraphon 1978)
- J. Obrovská: Due musici, Koncert pro dvě kytary a komorní orchestr (M. Zelenka, L. Brabec) (Panthon Praha 1981)
- Composicions by P. van der Staak (Opus, Švédsko 1985)
- N. Paganini“ Works with Guitar (Supraphon Praha 1985)
- Baladické příběhy – skladby M. Tesaře (Supraphon Praha 1991)

CD
- Baladické příběhy – skladby M. Tesaře (Supraphon Praha 1991, remaster)
- Caro mio ben (M.Zelenka, Prague Chamber Trio Bohemia), (Standard Agency 1992)
- M. Castelnuovo-Tedesco: Koncerty pro kytaru a orchestr (Supraphon Praha 1990)
- Guitar Concertos (M. Z.-kytara, remaster) (Ultrafhon 1992) Guitarreo (Duo M. Zelenka a M. Matoušek) (Musicvars Praha 1995)
- Master of Czech Classical Guitar (Pehy 1993)
- N. Paganini“ Works with Guitar (Supraphon Praha 1985, remaster)
- Pearls of Masters (L. Malý – viola, M. Zelenka – Kytara) (Musicvars Praha 1993)
- Suita Perestroika (M. Zelenka-kytara, M. Matoušek-kytara) (Aufgenommen 1990)
- Homenaje a A. Segovia (Supraphon Praha 1993)
- Three Centuries of Czech Music (Punc, 1991)
- Zlatý věk kytary/The Golden Age of the Guitar (Musicvars Praha 1997)
- Guitar Duo Milan Zelenka & Vilém Zelenka (M. Zelenka, V. Zelenka, 2016)

## Autorská tvorba
- Japanese impressions (M. Zelenka-kytara, Keiko Murakami – soprán)
- Podzimní Sonáta (M.Z.-kytara, solo) (Studio Principum)
- Chambre Works for Classical guitar (M. Zelenka, O. Mutak, J. Tuláček -duo, trio) (Studio Principum)

## Publikace
Edice Talacko
- Nové etudy (Jana Obrovská, Milan Zelenka)
- Snadné etudy I. (Jana Obrovská, Milan Zelenka)
- Etuda pro Vildu
- Guitar trio
- Homenaje a Joaquín Rodrigo
- Impulsy
- In Modo Esperanto
- Japanese Impressions
- Královská Cesta
- Mediterranean
- Modlitba za Terezu
- Novoroční hudba
- Spirit of the Guitar
- Suita Castel Nuovo
- Vánoční koledy
- Paganiniana
- Obrázky ze Skotska (Pictures from Scotland)

## Významní žáci
- Rudolf Dašek
- Lenka Filipová
- Lubomír Brabec
- Pavel Steidl